# Johann Friedrich von Herberstein
Johann Friedrich von Herberstein (auch: Johann Friedrich d. Ä. von Herberstein; * 1626; † 1701) war Reichsgraf und Besitzer der Majoratsherrschaft Grafenort in der Grafschaft Glatz.

## Leben
Johann Friedrich von Herberstein entstammte der schlesischen Linie der steirischen Adelsfamilie Herberstein. Seine Eltern waren Johann Bernhard d. Ä. Freiherr von Herberstein († 1665), Kaiserlicher Kammerrat, Erbkämmerer und Erbtruchsess von Kärnten und Juliana Kunigunde, Freiin von Tschentschau-Mettich († 1645). Sein Bruder Johann Bernhard II. von Herberstein (1630–1685) war 1670–1672 Landeshauptmann des böhmischen Erbfürstentums Breslau und ab 1671 bis zu seinem Tode Landeshauptmann von Glogau.
Durch die 1651 erfolgte Heirat mit Maria Maximiliana von Annenberg gelangte Johann Friedrich an die große Herrschaft Arnsdorf (Grafenort), zu der 180 Bauern, 80 Chalupner und 91 Gärtner gehörten. Maria Maximiliana (1639–1664) war die Erbtochter des Reichsgrafen und Glatzer Landeshauptmanns Johann Arbogast von Annenberg, von dem sie neben der Herrschaft auch drei Renaissanceschlösser in Arnsdorf erbte. Johann Friedrich wandelte den Besitz in ein Majorat um und erhielt 1670 vom Kaiser die Erlaubnis, seinen Residenzort Arnsdorf in Grafenort umzubenennen. Es blieb bis 1930 im Besitz der Herbersteiner.
Während der Regierungszeit Johann Friedrichs wurde 1652–1660 das größte der Grafenorter Schlösser und der zugehörige Park unter der Leitung des Baumeisters Carlo Lurago zu einer herrschaftlichen Barockanlage umgebaut. Die um diese Zeit ebenfalls im Barockstil umgebaute Pfarrkirche der Hl. Maria Magdalena dürfte die früheste barocke Kirche der Grafschaft Glatz gewesen sein.
Unter Johann Friedrich kam es in seiner Herrschaft Arnsdorf-Grafenort zu langjährigen Bauernunruhen, die ihren Höhepunkt um 1660 erreichten, als zahlreiche Untertanen von Haus und Hof geflohen waren. Die Unruhen waren gegen die Gutsherrschaft gerichtet, die ihre Untertanen mit überhöhten Robotverpflichtungen belastete. Gefordert wurde die Abschaffung oder zumindest eine Verminderung der Frondienste. Da Johann Friedrich die angeblichen Rädelsführer festsetzen ließ, eskalierte der Widerstand. Im Oktober 1662 machten sich die Frauen der Gefangenen zum Kaiser nach Wien auf, von dem sie die Freilassung ihrer Männer erbitten wollten. Sie wurden jedoch aufgefangen, zurückgeführt und bis Weihnachten 1662 ebenfalls im Glatz im Gefängnis gefangen gehalten. Obwohl die kaiserliche Regierung 1662 eine Verfügung erließ, in der die zu leistenden Roboten herabgesetzt wurden, hielten die Unruhen an, da die festgesetzten Arbeitsleistungen noch immer zu hoch waren. Durch Flucht aber auch durch Gefangensetzung der beschuldigten Untertanen sollen schließlich mehr als ein Drittel der Höfe leer gestanden sein. Die Zahl der Geflohenen wird mit 500 angegeben.
Testamentarisch bestimmte Johann Friedrich 1000 Gulden für eine Stiftung, aus der Buchpreise an besonders begabte Schüler vergeben werden sollten. Der Bruderschaft der Heiligen Maria vom Berge Carmel vermachte er 150 Gulden.

## Nachkommen
- Der älteste Sohn Johann Friedrich Erdmann von Herberstein (auch: Johann Friedrich d. J.) (1658–1709) hielt sich 1678–1683 zu Studien in Italien auf. Nach der Rückkehr vermählte er sich mit Maria Carolina von Zierotin. Von 1696 bis 1707 war er Landeshauptmann der Grafschaft Glatz.
- Johann Leopold Erdmann von Herberstein (1659–1728) war bis 1713 schlesischer Kammerrat.[1] Er war in erster Ehe mit Maria Theresia von Althann († 1703), Tochter des Michael Wenzel von Althann und der Anna Maria von Aspremont und in zweiter mit Maria Rosalia Gräfin von Jörger, Tochter des niederösterreichischen Statthalters Johann Quintin von Jörgen, verheiratet.
- Johanna Josephine, verheiratet mit Franz Anton von Hoditz auf Hennersdorf
- Johanna Franziska, verheiratet mit Franz Freiherr von Sauermann auf Laßkowitz[2]